# Cantonul Santa-Maria-Siché
Cantonul Santa-Maria-Siché este un canton din arondismentul Ajaccio, departamentul Corse-du-Sud, regiunea Corsica, Franța.

## Comune
| Comune              | Populație (1999) | Cod poștal | Cod INSEE |
| ------------------- | ---------------- | ---------- | --------- |
| Albitreccia         | 1 454            | 20128      | 2A008     |
| Azilone-Ampaza      | 138              | 20190      | 2A026     |
| Campo               | 77               | 20110      | 2A056     |
| Cardo-Torgia        | 41               | 20190      | 2A064     |
| Cognocoli-Monticchi | 186              | 20123      | 2A091     |
| Coti-Chiavari       | 733              | 20138      | 2A098     |
| Forciolo            | 76               | 20190      | 2A117     |
| Frasseto            | 125              | 20157      | 2A119     |
| Grosseto-Prugna     | 2 609            | 20128      | 2A130     |
| Guargualé           | 118              | 20128      | 2A132     |
| Pietrosella         | 1 232            | 20166      | 2A228     |
| Pila-Canale         | 283              | 20123      | 2A232     |
| Quasquara           | 58               | 20142      | 2A253     |
| Serra-di-Ferro      | 438              | 20140      | 2A276     |
| Santa-Maria-Siché   | 396              | 20190      | 2A312     |
| Urbalacone          | 66               | 20128      | 2A331     |
| Zigliara            | 138              | 20190      | 2A360     |